# Matthew Baranoski
Matthew Baranoski (* 27. Juli 1993 in Perkasie, Pennsylvania) ist ein ehemaliger US-amerikanischer Bahnradsportler.

## Sportliche Laufbahn
2008 gewann Matthew Baranoski, der in der Nähe des Valley Preferred Cycling Center aufwuchs, den US-amerikanischen Titel der Jugend im Sprint. Sowohl 2010 wie auch 2011 wurde er jeweils Dritter im Sprint bei UCI-Bahn-Weltmeisterschaften der Junioren, 2010 zudem Dritter im Keirin.
Bis 2015 errang er zwölf nationale Meistertitel in den Kurzzeitdisziplinen auf der Bahn. Im Dezember 2015 belegte er beim zweiten Lauf des Bahnrad-Weltcups im neuseeländischen Cambridge Rang drei im Keirin. Im Jahr darauf wurde er für die Teilnahme an den Olympischen Spielen in Rio de Janeiro zum Start im Keirin nominiert; er belegte Rang 17.

## Privates
Neben seiner Radsportkarriere studierte Matthew Baranoski Elektrotechnik an der Pennsylvania State University.

## Erfolge
2008
- US-amerikanischer Jugend-Meister – Sprint

2010
- Junioren-Weltmeisterschaft – Keirin

2011
- Junioren-Weltmeisterschaft – 1000-Meter-Zeitfahren

2012
- US-amerikanischer Meister – Sprint, 1000-Meter-Zeitfahren

2013
- US-amerikanischer Meister – Sprint, Keirin, 1000-Meter-Zeitfahren

2014
- US-amerikanischer Meister – Sprint, 1000-Meter-Zeitfahren, Teamsprint (mit David Espinoza und Danny Robertson)

2015
- US-amerikanischer Meister – Sprint, 1000-Meter-Zeitfahren, Teamsprint (mit David Espinoza und James Mellen)